# Мінмосе
Мінмосе або Мінмнес (*XIV ст. до н. е. ) — давньоєгипетський державний діяч XIX династії, верховний жрець Онуріса у Тінісі за володарювання Рамсеса II. Ім'я перекладається як Народжений Міном.

## Життєпис
Походив зі впливового жрецького роду з Тінісу. Був сином Горі, верховного жерця Онуріса, та Інти. Між 1280 та 1273 роками до н. е. після обрання батька верховним жерцем Амона стає верховним жерцем Онуріса та керуючим майном Шу і Тетнут в Нижньому Єгипті.
Помер ще за життя фараона Рамсеса II, ймовірно, в Абідосі. Його наступником став Онурмосе.

## Родина
- Гунерой, дружина Ррехотепа II, чаті Єгипту